# نصب بيرز إيرز الوطني
نصب بيرز إيرز الوطني هو نصب وطني في الولايات المتحدة يقع في مقاطعة سان خوان جنوب شرق ولاية يوتا. أعلن عن تأسيسه بموجب إعلان رئاسي أصدره الرئيس باراك أوباما في الثامن والعشرين من ديسمبر عام 2016. يهدف النصب إلى حماية مساحة قدرها 1,351,849 فدانًا، ما يعادل 2,112.264 ميلًا مربعًا تقريبًا، أو 5,470.74 كيلومترًا مربعًا.
تشمل الأراضي العامة التي يحميها النصب التكوينَين الصخريين المعروفين باسم بيرز إيرز، وهما تلّان بارزان يتمتعان بأهمية ثقافية وروحية لدى السكان الأصليين. كما تضم المنطقة ممر إنديان كريك، الذي يُعد من الوجهات الشهيرة لرياضة تسلق الصخور. وتحمل هذه التلال أسماءً متقاربة المعنى في اللغات الأصلية التي يتحدث بها سكان المنطقة، وجميعها تعني آذان الدب، وقد وردت في الإعلان الرئاسي بصيغ: هون ناكفوت، شاش جا، كويياغاتو نوكافاشي، أنش أن لاشوكديوي.